# Ока, Синносукэ
Синносукэ Ока (яп. 岡 慎之助; род. 31 октября 2003, Окаяма) — японский гимнаст, трёхкратный чемпион летних Олимпийских игр 2024 года, чемпион Азии 2023 года в личном многоборье.

## Биография
Ока родился 31 октября 2003 года в Окаяме в семье Ятие и Ясумасы Оки, и вырос в районе Кодзе Минами-ку. У него есть брат по имени Киоики. Гимнастикой начал заниматься в возрасте четырёх лет. В 2019 году в возрасте 16 лет уехал от своей семьи, чтобы тренироваться в гимнастическом клубе Токушукай в Камакуре.

## Спортивная карьера
В 2019 году на чемпионате мира среди юниоров стал двукратным чемпионом мира в личном и командном многоборье.
В 2023 году на чемпионате Азии в Сингапуре завоевал четыре медали. Стал чемпионом в личном многоборье, а также трижды был вторым в командном многоборье, в упражнении на брусьях и перекладине.
Сезон 2024 года Ока начал на национальном чемпионате, где завоевал серебряную медаль в многоборье, уступив Дайки Хасимото. Затем он выиграл титул чемпиона в многоборье на турнире NHK Trophy 2024 и завоевал место в олимпийской сборной Японии по спортивной гимнастике. На летних Олимпийских играх в Париже Синносукэ завоевал четыре олимпийские медали, три из которых золотых, став чемпионом в командном и личном многоборье, а также опередив всех соперников в упражнениях на перекладине.